# Vieira da Silva (Merkurkrater)
| Vieira da Silva | Vieira da Silva              |
| --------------- | ---------------------------- |
|                 |                              |
| Eigenschaften   |                              |
| Breite          | 1,54° N                      |
| Länge           | 123,41° W                    |
| Durchmesser     | 274,00 km                    |
| Tiefe           | unbekannt                    |
| Eponym          | Maria Helena Vieira da Silva |

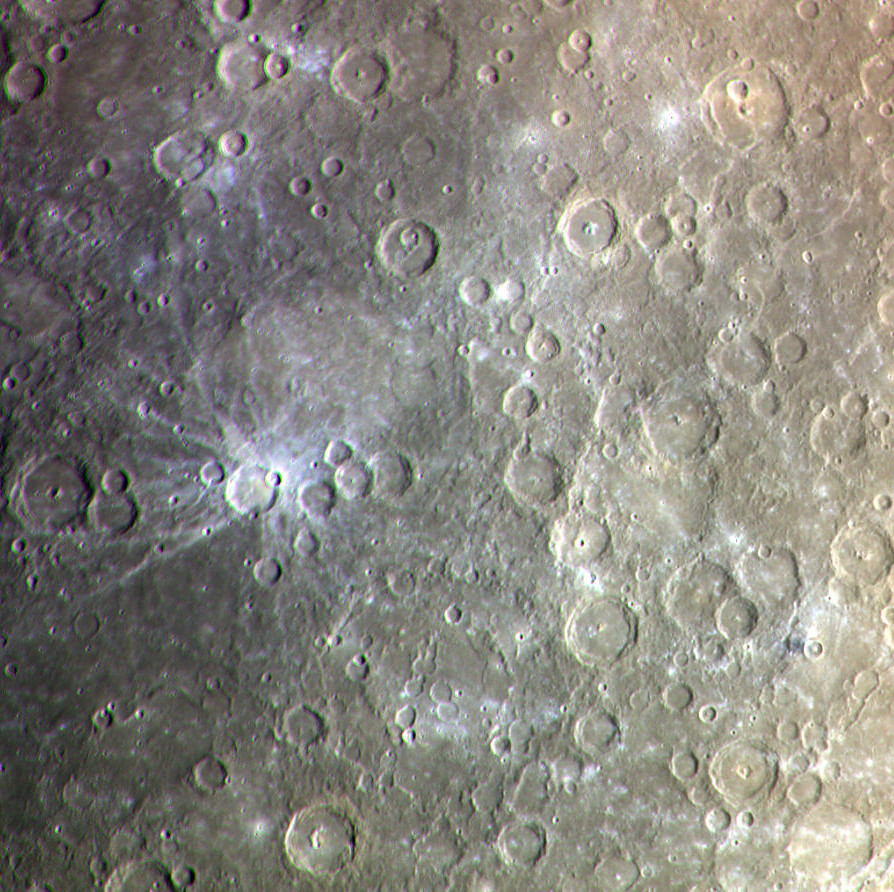
Die Region des Kraters Vieira da Silva, aufgenommen von MESSENGER 2011.

Vieira da Silva ist ein Einschlagkrater auf dem Planeten Merkur. Der Krater war im Jahr 2011 auf Vorbeiflügen der NASA-Raumsonde MESSENGER entdeckt worden.
Er befindet sich im so genannten Beethoven Quadrangle auf dem Äquator des Merkur (zwischen 4,58° N und 1,46° S) und hat einen mittleren Durchmesser von 274,00 Kilometern. Der nächstliegende Krater mit Eigennamen ist der kleinere Mena wenige Kilometer südwestlich.
Am 16. Dezember 2013 wurde der Krater nach der portugiesisch-französischen Malerin abstrakter Kunst und Grafikerin Maria Helena Vieira da Silva (1908–1992) benannt.